# Kvalsund, Finnmark
Kvalsund är en tätort och kyrkby i Hammerfests kommun i Finnmark fylke i norra Norge. Orten ligger vid riksväg 94 på södra sidan av Kvalsundet. Här finns Kvalsunds kyrka.
Orten utgjorde tidigare centralort i dåvarande Kvalsunds kommun.

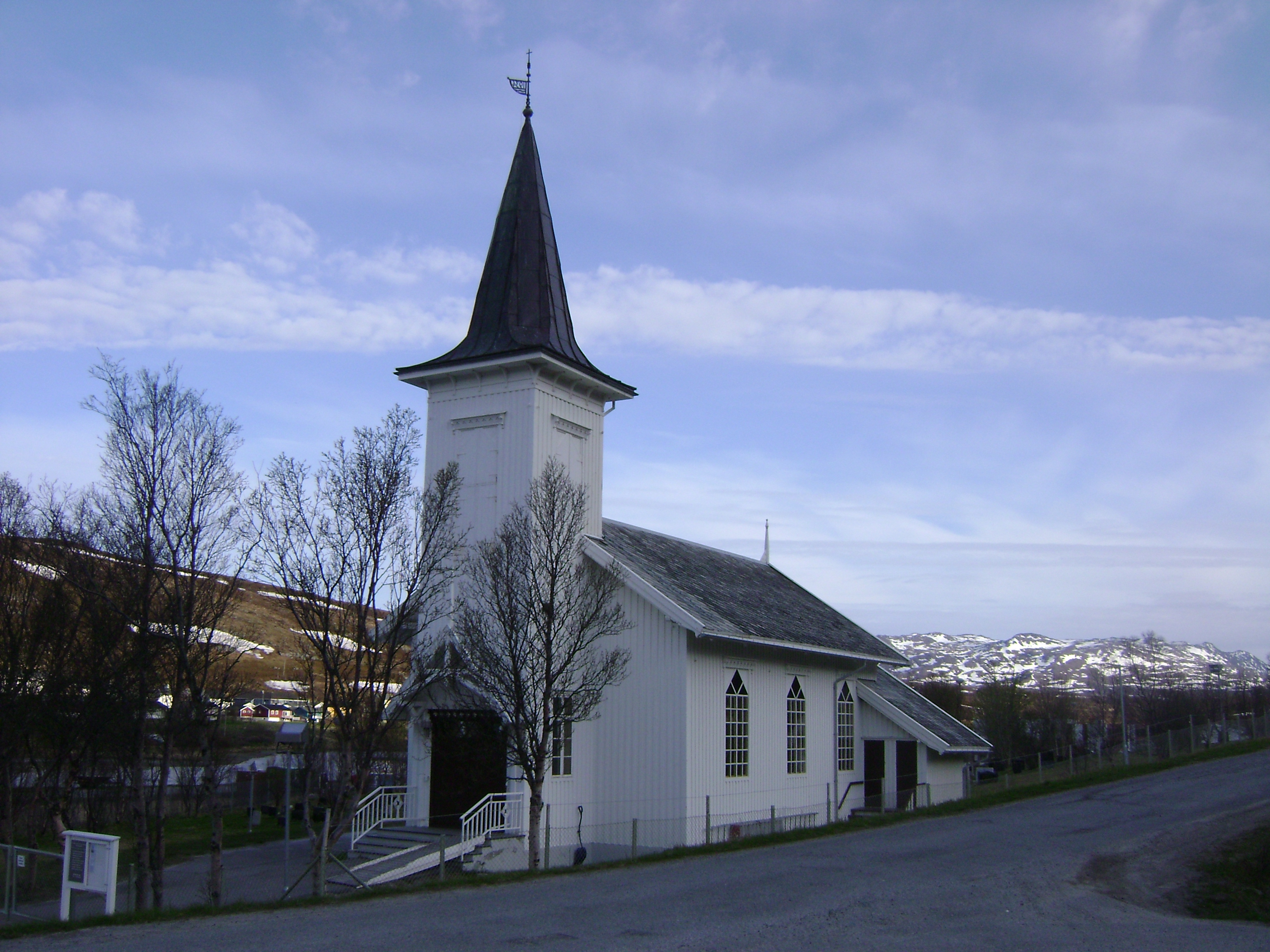
Kvalsunds kyrka.